# مشتعر

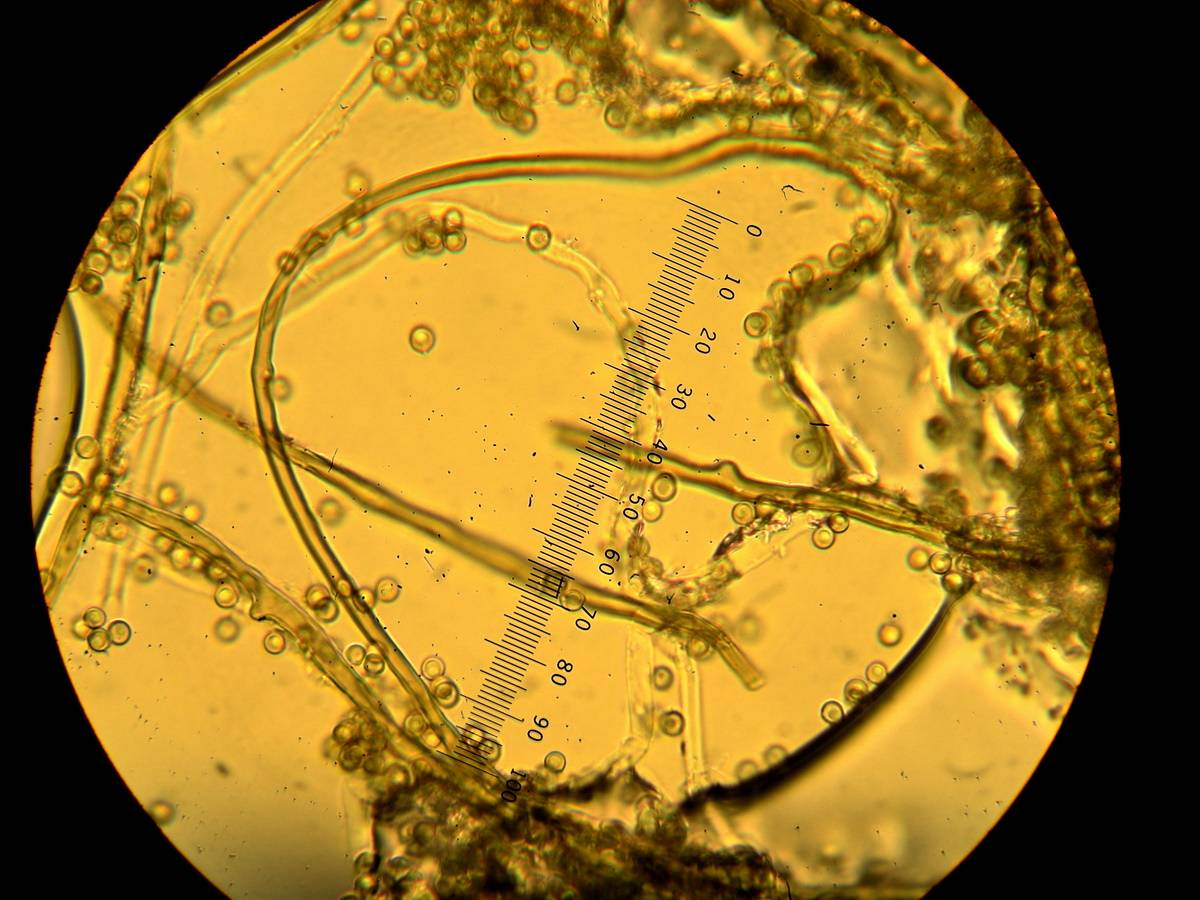
Capillitial threads and spores from the gleba of the puffball Lycoperdon echinatum

المُشْتَعَر أو خصلة من الشعيرات (بالإنجليزية: Capillitium)‏ هو كتلة من الألياف العقيمة داخل الثمرات البوغية يتخلل بين الأبواغ. انها وجدت في الفطريات الحيوانية (عفن) والكرات النافحة ضمن تصنيف الشعيبة الغاريقونيانية الفطري.
في الفطريات، تكون تفاصيل المشتعرات بما في ذلك الشكل والحجم وأنماط التفرع ووجود أو عدم وجود الشقوق أو المسام وسماكة الجدران واللون هي الميزات التي يمكن استخدامها لتحديد الأنواع أو الأجناس المعينة.